# Saune
Saune è un centro abitato del Nepal situato nella municipalità di Triyuga che fa parte del distretto di Udayapur (Provincia di Koshi).
Fino alla riforma amministrativa del 2015 (attuata nel 2017) era un comitato per lo sviluppo dei villaggi (VDC).
Nel censimento del 1991 aveva 1 753 abitanti, distribuiti in 297 abitazioni distinte.